# Iglesia parroquial de Santa María (Betancuria)
La parroquia Matriz de Santa María de Betancuria, también llamada parroquia Matriz de la Concepción de Betancuria, es la parroquia matriz tanto de la villa de Betancuria, como de toda la isla de Fuerteventura (Islas Canarias, España).

## Historia
Sus orígenes se remontan a 1410 cuando el expedicionario normando Jean IV de Béthencourt mandó a construir un templo que seguía los parámetros del estilo gótico francés. El edificio sustituiría al pequeño oratorio, levantado en los momentos de la conquista y destinado a acoger a la imagen de la Virgen, traída por los conquistadores. En él también se cristianizaron a los aborígenes que sobrevivieron a la llegada europea.
La parroquia de Betancuria, fue la tercera sede de una diócesis en las Islas Canarias (el emífero obispado de Fuerteventura), tras la de Telde en Gran Canaria (1351) y San Marcial del Rubicón en la isla de Lanzarote (1404), posteriormente trasladada a Las Palmas de Gran Canaria en 1483. Ya en 1819 se crearía el cuarto obispado de la historia de Canarias, el de San Cristóbal de La Laguna en la isla de Tenerife, que rige hoy la mitad occidental del archipiélago.

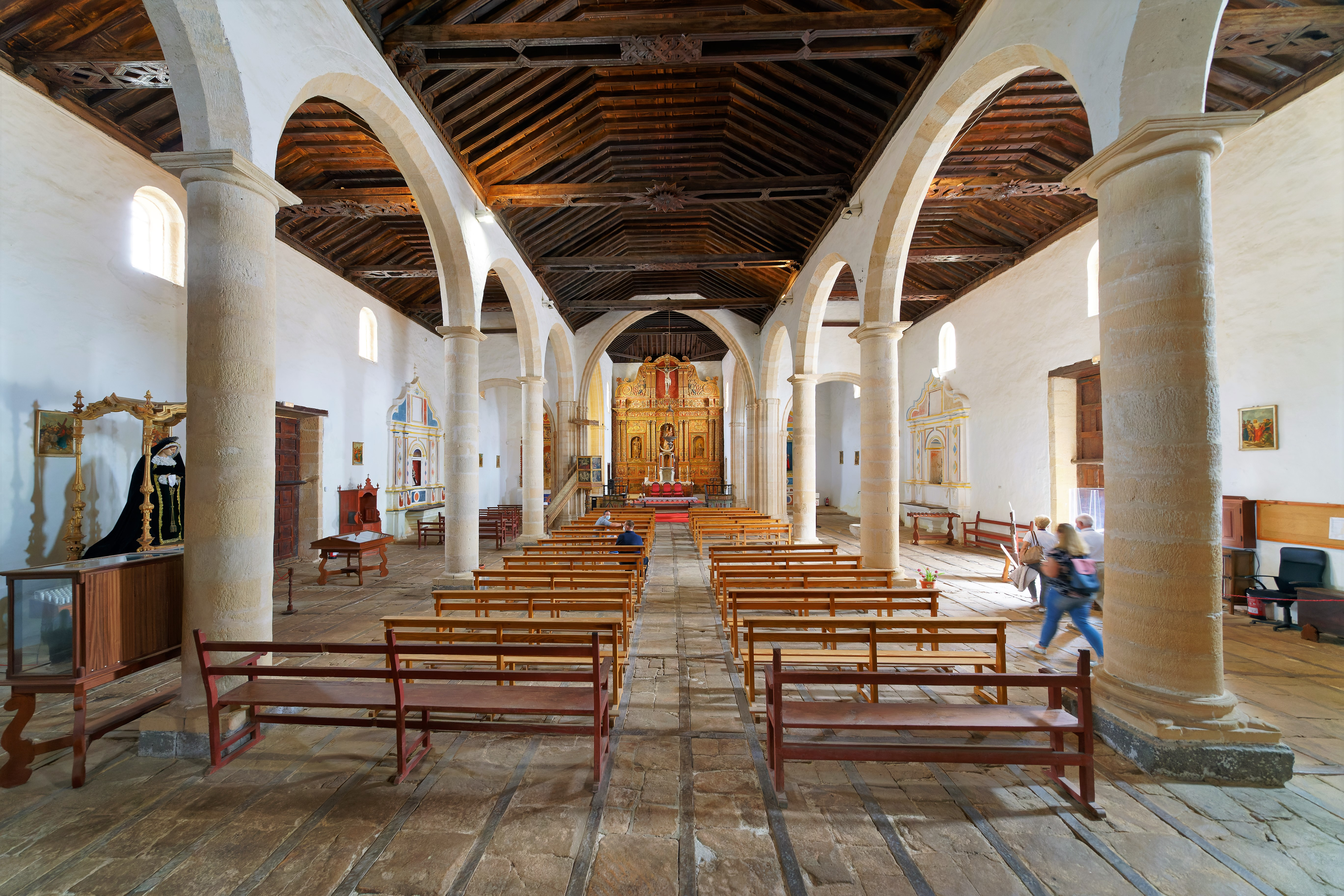
Interior y naves del templo.

Santa María de Betancuria fue asimismo sede de la única parroquia de la isla hasta el año 1792, en que se produjo la división parroquial de Fuerteventura, aunque desde 1711 comenzaron a funcionar las ayudas de parroquia de Pájara (Ntra. Sra. de Regla) y La Oliva (Ntra. Sra. de la Candelaria), creadas desde 1708, para una mejor atención pastoral de los fieles, como sufragáneas de la parroquia única de Betancuria.
En 1593, el pirata berberisco Xabán Arráez destruyó la iglesia de Santa María de Betancuria y el convento de San Buenaventura (el primero que se construyó en las islas Canarias) entre otros edificios. Gran parte de los documentos albergados en la villa se perdieron en esta invasión, lo que dificulta el conocimiento sobre la Fuerteventura del siglo XVI. Santa María sería posteriormente reconstruida, así como el convento.
El 8 de julio de 2019 fue declarada Bien de Interés Cultural por parte del Gobierno de Canarias.

## Arquitectura e imágenes religiosas
La iglesia de Santa María de Betancuria sobresale en el contexto de otras edificaciones religiosas de la isla por su amplitud y riqueza en los materiales de construcción. Es un edificio de tres naves con el presbiterio y capillas cabeceras de las naves laterales situadas en el mismo plano. La torre, de planta cuadrada, se adosa al muro de la epístola por los pies del templo.

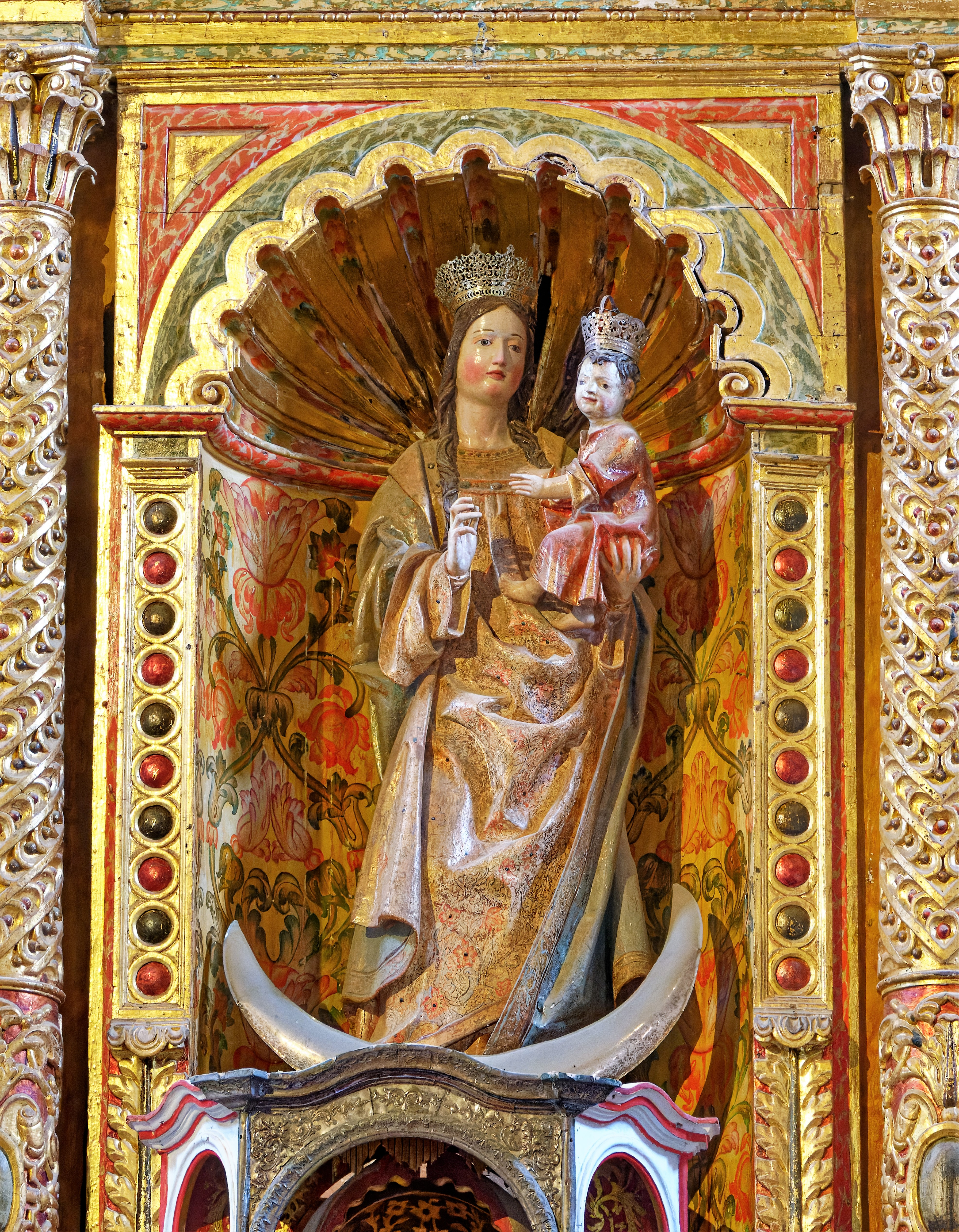
Imagen de Santa María de Betancuria o Nuestra Señora de la Concepción, titular del templo.

El templo de Santa María de Betancuria cuenta con nueve retablos, de los que sobresale el mayor o de la Inmaculada Concepción, de estilo barroco, realizado en madera del valle de Salazar (actualmente San Andrés) en Tenerife, al igual que el coro. Dicho retablo está policromado y dorado y cuya hornacina acoge a la Inmaculada Concepción o Santa María de Betancuria, la cual tiene la particularidad de que es una maternidad, es decir, María con el Niño Jesús en brazos, esto a pesar de su denominación como Inmaculada Concepción. Es una de las tallas más interesantes de Fuerteventura e histórica patrona de la isla. Se presupone llegada a la isla desde Sevilla en torno a 1520. El retablo mayor donde se encuentra esta imagen, fue realizado hacia 1680 por los tinerfeños Francisco de Acosta Granadilla y Diego Díaz de Armas, autores del retablo de la iglesia del Apóstol Santiago en Los Realejos (Tenerife), el cual guarda similitudes con el de Santa María de Betancuria.
El resto del inventario escultórico lo conforman las imágenes de devoción franciscana, como las de san Francisco de Asís y san Diego, o las de santa Catalina de Siena y el Cristo atado a la columna. También se venera en la iglesia la imagen de san Buenaventura, patrono de la isla de Fuerteventura y de Betancuria. Este último, es una escultura de candelero, de madera policromada, portando en la mano izquierda el templo y en la derecha la pluma. Pudo pertenecer al extinto convento de San Buenaventura. Tiene los ojos de cristal, y es del siglo XVIII.